# Jean-Paul Baudecroux
Jean-Paul Baudecroux (Neuilly-sur-Seine, 11 maart 1946) is de stichter van de internationale radiogroep NRJ.
Hij is de zoon van de wetenschapper Paul Baudecroux. Deze laatste was in de jaren '20 uitvinder van de lippenstift Rouge Baiser. Jean-Paul Baudecroux begon met zijn avontuur in het jaar 1981. Meteen onderscheidde hij zich met deze radiozender van de andere radiostations door professioneel te werk te gaan. Hij leidde NRJ in 1989 naar de Franse beurs en was verantwoordelijk voor de creatie van de huidige multinationale NRJ Groep. Vandaag (2009) staat hij nog steeds aan het hoofd van deze internationale radiogroep en is hij hoofdaandeelhouder met 72% van de aandelen. Zijn vermogen wordt op iets meer dan een miljard euro geschat. Baudecroux behoort daarmee tot de rijkste Fransen.